# 迪欧特
迪欧特（法語：Duault，法語發音：[dɥot]）是法国阿摩尔滨海省的一个市镇，位于该省西南部，属于甘冈区。

## 地名
该地名“Duault”发音为[dɥot]，字母“t”发音，《世界地名译名词典》将其误译作“迪欧”。

## 地理
迪欧特（48°21'40"N, 3°26'7"W）面积21.59 平方千米，位于法国布列塔尼大區阿摩尔滨海省，该省份为法国西北部沿海省份，位于布列塔尼半岛北部，北濒大西洋英吉利海峡，西接菲尼斯泰尔省，南至莫尔比昂省，东临伊勒-维莱讷省。
与迪欧特接壤的市镇（或旧市镇、城区）包括：卡拉克、卡诺埃特、洛卡恩、普吕斯凯莱克、圣塞尔韦。
迪欧特的时区为UTC+01:00、UTC+02:00（夏令时）。

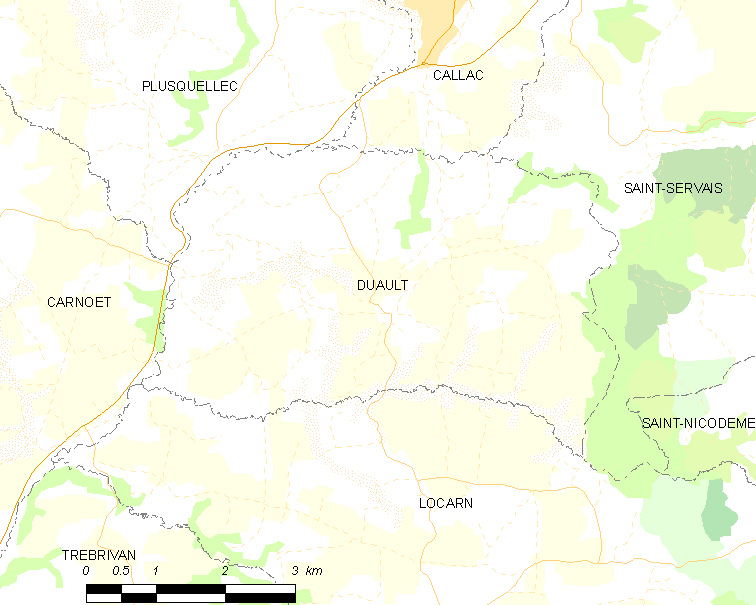
迪欧特的OSM定位图

## 行政
迪欧特的邮政编码为22160，INSEE市镇编码为22052。

## 政治
迪欧特所属的省级选区为卡拉克县。

## 人口

1962-2008年间迪欧特人口变化图示

迪欧特于2022年1月1日时的人口数量为388人。